# Dolny Sopot
Dolny Sopot – centralna dzielnica Sopotu położona nad Morzem Bałtyckim, granicząca od wschodu z Zatoką Gdańską, od południa z Karlikowem, od północy z Kamiennym Potokiem, od zachodu z Górnym Sopotem.
W obrębie dzielnicy znajduje się najdłuższe w Europie molo o drewnianej konstrukcji.
W pasie nadmorskim dzielnicy znajdują się hotele, domy wypoczynkowe, pensjonaty, sanatoria, zakład balneologiczny, latarnia morska, oraz bogata infrastruktura plażowa. Do ważnych obiektów Dolnego Sopotu należą: kościoły, urząd miasta. Osią dzielnicy jest deptak ul. Bohaterów Monte Cassino, którego przedłużenie stanowi najbardziej znany obiekt – wychodzące na wody Zatoki Gdańskiej drewniane molo.
Część mieszkalna Dolnego Sopotu to przede wszystkim wybudowane na przełomie XIX i XX w. secesyjne i eklektyczne kamienice, wille i budownictwo jednorodzinne, budowane są też nowe apartamentowce.

## Ważne obiekty i zabytki
- Urząd Miasta

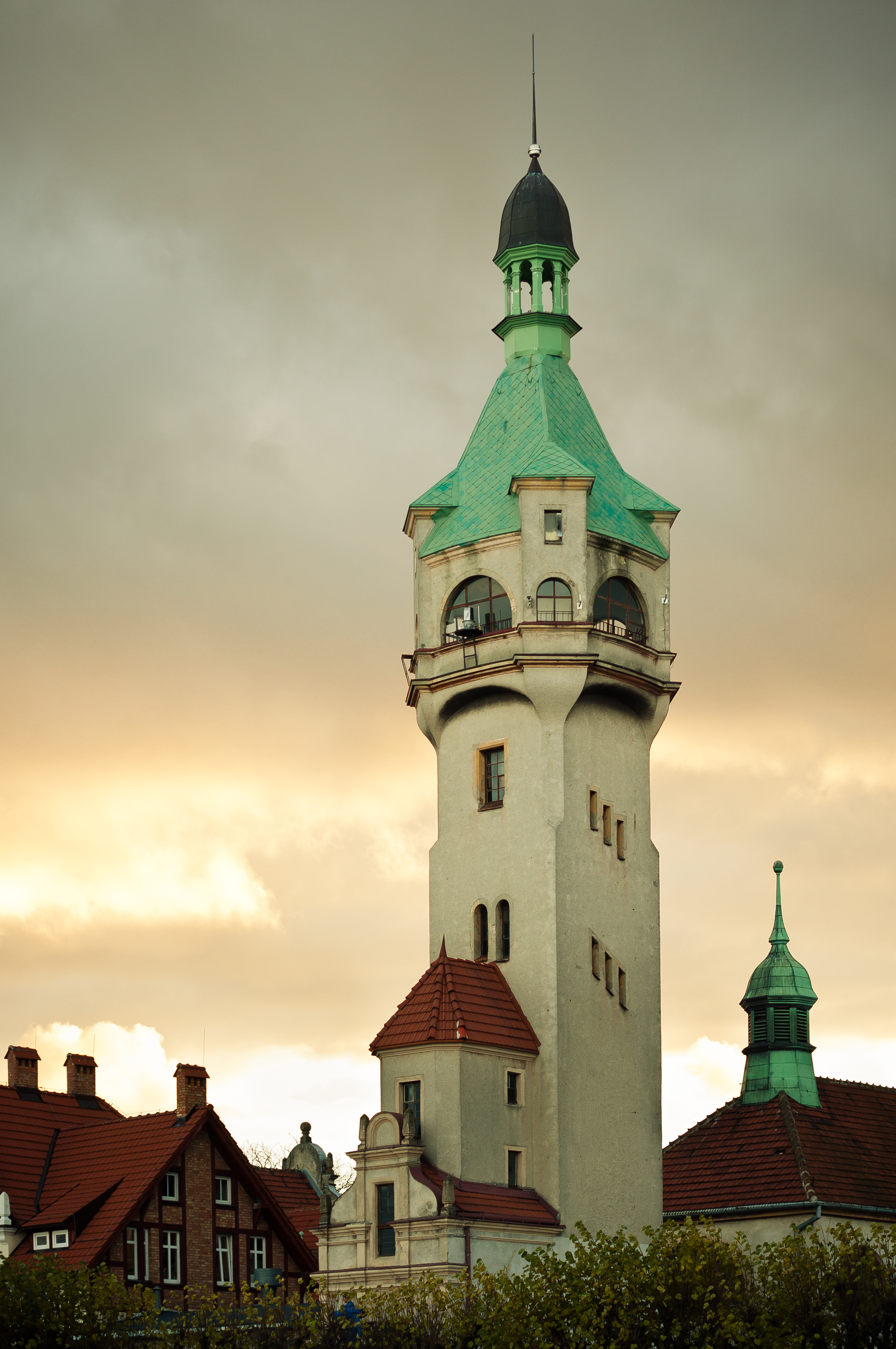
Latarnia Morska w Sopocie stanowi ogólnodostępny punkt widokowy

- Kościół Zbawiciela – kościół parafii ewangelicko-augsburskiej, zbudowany w latach 1913-1919
- Zakład Balneologiczny, wpisany do rejestru zabytków 18 maja 1982
- Latarnia Morska
- ul. Bohaterów Monte Cassino o długości 635 m
- drewniane molo spacerowe z przełomu XIX iXX w.
- grodzisko wczesnośredniowieczne przy ul. Haffnera
- Krzywy Domek
- plaża nad Zatoką Gdańską

## Transport i komunikacja
- Na granicy z Górnym Sopotem przebiegają tory kolei dalekobieżnej oraz linia Szybkiej Kolei Miejskiej. Znajduje się tu stacja kolejowa Sopot, zapewniając bardzo dobrą komunikację z miejscowościami aglomeracji trójmiejskiej (pociągi SKM kursują całą dobę, w godzinach szczytu osiągając częstotliwość co 7 minut) oraz resztą kraju.
- W okolicy dworca znajdują się przy ulicy Kościuszki przystanki gdańskich i gdyńskich autobusów (linie nr 117, 143, 144, 185, 187).

## Baza noclegowa

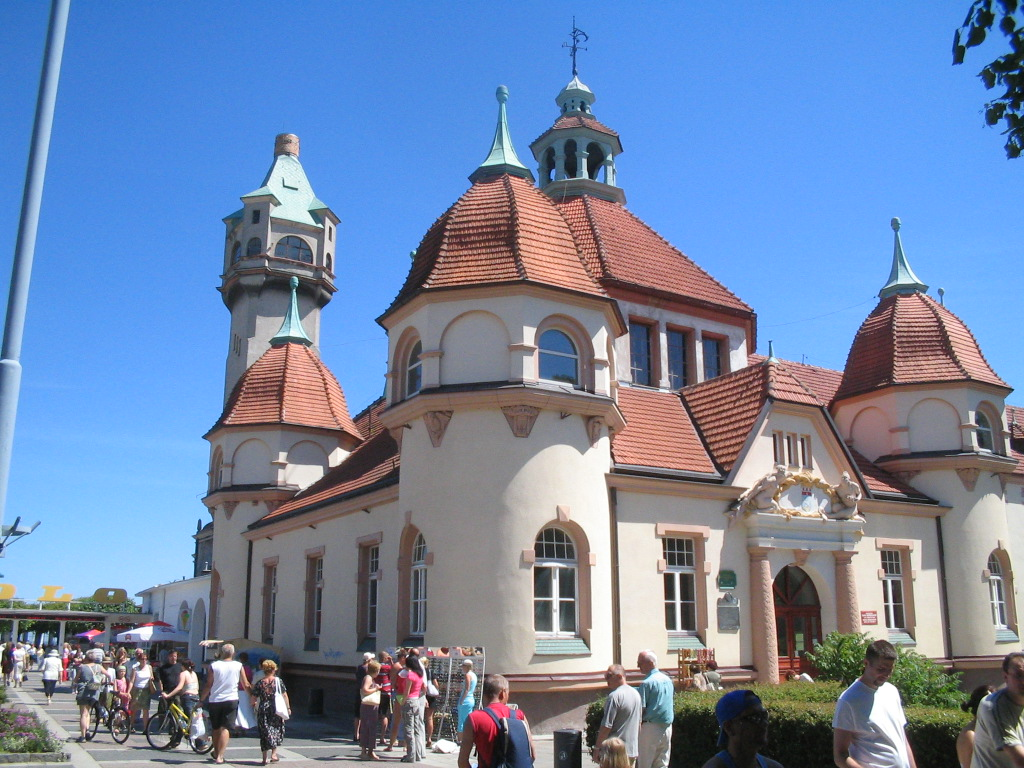
zakład balneologiczny

W Dolnym Sopocie znajdują się 4 hotele o standardzie pięciogwiazdkowym (Sofitel Grand, Sheraton Sopot, Rezydent, Hotel Haffner) oraz czterogwiazdkowy Hotel Bayjonn. Bogata jest oferta pensjonatów i kwater prywatnych.

## Kultura

### Galerie i Muzea
- Państwowa Galeria Sztuki
- Muzeum Sopotu

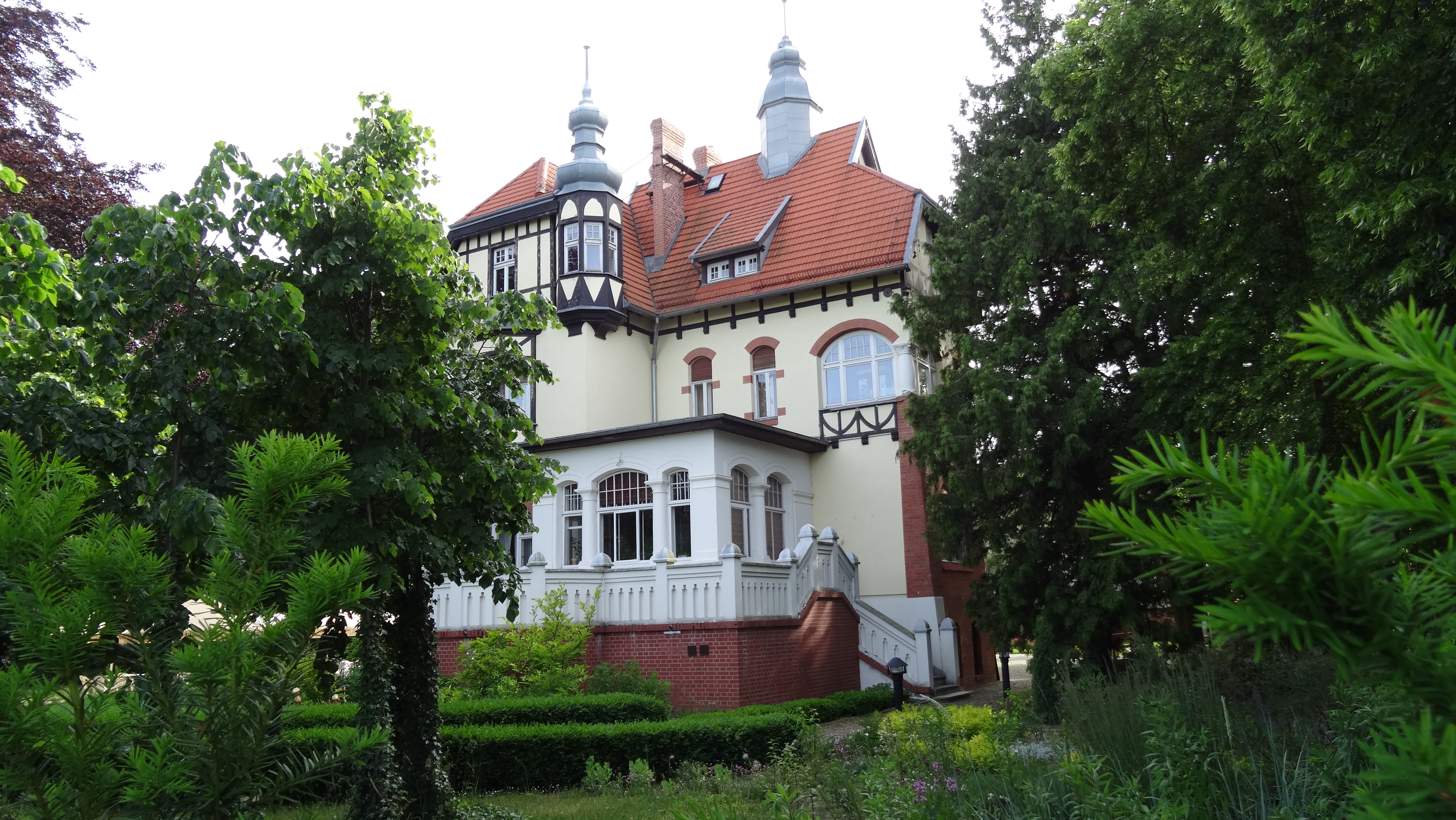
Muzeum Sopotu, dawna rezydencja władz partyjno-rządowych PRL (1945-1983)

- Skansen Archeologiczny Grodzisko przy ul. Haffnera

### Teatry
- Scena Kameralna Teatru Wybrzeże
- Teatr na Plaży (scena impresaryjna, poprzednio Teatr Atelier im. Agnieszki Osieckiej i Sopocka Scena Off de Bicz)
- Fundacja Teatru Boto (grupa artystyczna, w sezonie działa scena letnia tej grupy teatralnej w Dworku Sierakowskich)
- Teatr przy stole (czytanie performatywne w Dworku Sierakowskich, głównie przez aktorów Teatru Wybrzeże)
- W sezonie turystycznym ul. Bohaterów Monte Cassino jest miejscem występów rozmaitych wędrownych artystów

### Kina
- Multikino Sopot (od 2009)
- DKF Kurort (klub dyskusyjny, od 2009 projekcje odbywają się w salach Multikina Sopot)

### Inne instytucje kultury
- Towarzystwo Przyjaciół Sopotu (Dworek Sierakowskich)

## Miejsca kultu religijnego
Kościoły katolickie

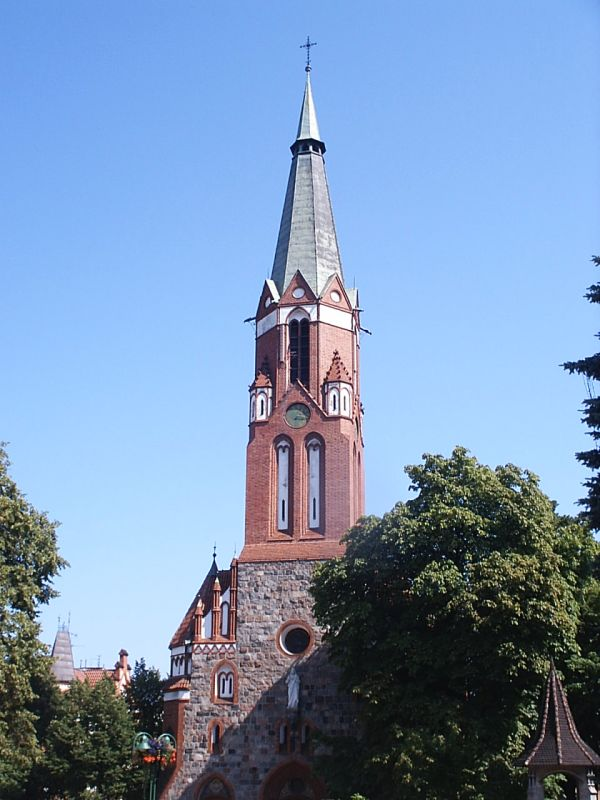
Kościół garnizonowy pw. św. Jerzego

- Kościół garnizonowy św. Jerzego, ul. Kościuszki 1, (wcześniej Kościół Zbawiciela)
- Kościół parafialny św. Andrzeja Boboli, ul. Powstańców Warszawy 15
- Kościół parafialny NMP Gwiazdy Morza, ul. Kościuszki 19

Kościoły protestanckie
- Kościół Ewangelicko-Augsburski w RP, Kościół Zbawiciela, ul. Parkowa 5 (luteranie)
- Kościół Chrystusowy, ul. Obrońców Westerplatte 21 (Uczniowie Chrystusa/Campbellici)
- Kościół Chrześcijan Baptystów, ul. Chopina 32